# Neagathia semilucida
Neagathia semilucida là một loài bướm đêm trong họ Geometridae.